# Михаил Павшинич
Михаил Павшинич (ум. 10 февраля 1316 г.) — новгородский посадник в 1310—1312 гг.

## Посадничество
В начале 1310 г. Михаил Павшинич получает должность посадника. Через два года (в начале 1312 г.) лишается посадничества, его место занимает Семён Климович. 10 февраля 1316 г. он принял участие вместе с новгородцами в битве под Торжком против князя Михаила Ярославича и татар. В этой битве погибло немало новгородских бояр, среди них были Юрий Мишинич, Андрей Климович и сам Михаил Павшинич.

## Семья
1. Павша Онаньинич
  1. Михаил Павшинич
    1. Захария Михайлович
      1. Андреян Захарьинич
      2. Есиф Захарьинич
        1. Афанасий Есифович Свекла
        2. Василий Есифович Нос